# Polinomi parèntesi de Kaufmann
El polinomi parèntesi de Kaufmann (o “Kauffman”, amb dues “f”) és un concepte de la teoria de nusos dins la topologia, una branca de les matemàtiques. És una funció que associa un polinomi a un nus o enllaç i serveix per ajudar a classificar-los i distingir-los. També es coneix com el Bracket_polynomial.
És un polinomi que s’obté aplicant regles de recursió a un diagrama d’un nus (dibuixat en un pla).
No és directament invariant sota tots els moviments de Reidemeister (maneres de deformar un nus sense trencar-lo), però es pot modificar perquè ho sigui (donant lloc al polinomi de Jones).
Es denota sovint així: ⟨𝐷⟩ on 𝐷 és el diagrama del nus.
El va definir Louis H. Kauffman, un matemàtic nord-americà, cap als anys 1980.
És una eina molt usada en topologia, física matemàtica i fins i tot en biologia molecular (per estudiar l’ADN).